# HK Lev Slaný
HK Lev Slaný (celým názvem: Hokejový klub Lev Slaný) je český klub ledního hokeje, který sídlí ve Slaném ve Středočeském kraji. Založen byl v roce 1933. Svůj současný název nese od roku 2012. Od sezóny 2009/10 působí ve Středočeské krajské lize, čtvrté české nejvyšší soutěži ledního hokeje. Klubové barvy jsou modrá, bílá a červená.
V sezóně 2008/09 se Lvi, pod vedením bývalého kladenského útočníka Jana Novotného, probojovali až do semifinále krajského přeboru, kde nestačili na tým TJ Sršni Kutná Hora. V sezoně 2009/10 patřil tým k největším aspirantům na přední příčky přeboru. Trenéra Novotného, který odešel do HC Řisuty, nahradil bývalý bek prvoligové Kadaně Radek Hlavatý, jenž u slánského mužstva působil jako hrající kouč. Krajskou ligu tým Slaného suverénně opanoval, následná kvalifikace o druhou ligu ovšem byla nad jeho síly. V kvalifikační skupině A skončil na nepostupovém druhém místě.
Své domácí zápasy odehrává na zimním stadionu Slaný s kapacitou 3 200 diváků.

## Historické názvy
Zdroj:
- 1933 – HK Slaný (Hokejový klub Slaný)
- 1953 – DSO Spartak Slaný (Dobrovolná sportovní organizace Spartak Slaný)
- 1960 – TJ ČKD Slaný (Tělovýchovná jednota Českomoravská-Kolben-Daněk Slaný)
- 1999 – HK Lev Slaný (Hokejový klub Lev Slaný)
- 2005 – UHK Lev Slaný
- 2012 – HK Lev Slaný (Hokejový klub Lev Slaný)

## Přehled ligové účasti
Stručný přehled
Zdroj:
- 1949–1950: Středočeská I. třída – sk. D (3. ligová úroveň v Československu)
- 1950–1951: Středočeská I. třída – sk. E (3. ligová úroveň v Československu)
- 1984–1986: 2. ČNHL – sk. A (3. ligová úroveň v Československu)
- 1990–1991: Středočeský krajský přebor (4. ligová úroveň v Československu)
- 1991–1993: 2. ČNHL – sk. A (3. ligová úroveň v Československu)
- 1993–1994: Středočeský krajský přebor (4. ligová úroveň v České republice)
- 1994–2008: 2. liga – sk. Západ (3. ligová úroveň v České republice)
- 2008–2009: Středočeský krajský přebor (4. ligová úroveň v České republice)
- 2009–2017: Středočeská krajská liga (4. ligová úroveň v České republice)
- 2017–2022 : Středočeská krajská liga – sk. Západ (4. ligová úroveň v České republice)
- 2022– : Středočeská krajská liga – sk. Sever (4. ligová úroveň v České republice)

Jednotlivé ročníky
Zdroj:
Legenda: ZČ – základní část, červené podbarvení – sestup, zelené podbarvení – postup, fialové podbarvení – reorganizace, změna skupiny či soutěže
| Československo (1949 – 1993) |                                      |           |           |                                                 |                                      |
| Sezóny                       | Soutěž                               | Úroveň    | ZČ        | Play-off, nadstavba, sk. o udržení…             | Poznámky                             |
| 1949/50                      | Středočeská I. třída – sk. D         | 3. úroveň | ?. místo  |                                                 | Změna skupiny                        |
| 1950/51                      | Středočeská I. třída – sk. E         | 3. úroveň | ?. místo  |                                                 | Reorganizace                         |
| …                            |                                      |           |           |                                                 |                                      |
| 1984/85                      | 2. ČNHL – sk. A                      | 3. úroveň | 6. místo  |                                                 |                                      |
| 1985/86                      | 2. ČNHL – sk. A                      | 3. úroveň | 8. místo  |                                                 | Sestup                               |
| …                            |                                      |           |           |                                                 |                                      |
| 1990/91                      | Středočeský krajský přebor           | 4. úroveň | 1. místo  |                                                 | Postup                               |
| 1991/92                      | 2. ČNHL – sk. A                      | 3. úroveň | 7. místo  |                                                 |                                      |
| 1992/93                      | 2. ČNHL – sk. A                      | 3. úroveň | 8. místo  |                                                 | Sestup                               |
| Česko (1993 – )              |                                      |           |           |                                                 |                                      |
| Sezóny                       | Soutěž                               | Úroveň    | ZČ        | Play-off, nadstavba, sk. o udržení…             | Poznámky                             |
| 1993/94                      | Středočeský krajský přebor           | 4. úroveň | 1. místo  | Baráž o 2. ligu (výhra)                         | Postup                               |
| 1994/95                      | 2. liga – sk. Západ                  | 3. úroveň | 13. místo |                                                 |                                      |
| 1995/96                      | 2. liga – sk. Západ                  | 3. úroveň | 7. místo  |                                                 |                                      |
| 1996/97                      | 2. liga – sk. Západ                  | 3. úroveň | 10. místo |                                                 |                                      |
| 1997/98                      | 2. liga – sk. Západ                  | 3. úroveň | 8. místo  |                                                 |                                      |
| 1998/99                      | 2. liga – sk. Západ                  | 3. úroveň | 11. místo |                                                 |                                      |
| 1999/00                      | 2. liga – sk. Západ                  | 3. úroveň | 18. místo | Baráž o 2. ligu, 2. kolo – sk. A (4. místo)     | Sestup; koupě licence od Ytongu Brno |
| 2000/01                      | 2. liga – sk. Západ                  | 3. úroveň | 18. místo |                                                 |                                      |
| 2001/02                      | 2. liga – sk. Západ                  | 3. úroveň | 8. místo  | Osmifinále                                      |                                      |
| 2002/03                      | 2. liga – sk. Západ                  | 3. úroveň | 9. místo  | Skupina o udržení (2. místo)                    |                                      |
| 2003/04                      | 2. liga – sk. Západ                  | 3. úroveň | 12. místo | Skupina o udržení (3. místo)                    |                                      |
| 2004/05                      | 2. liga – sk. Západ                  | 3. úroveň | 12. místo | Skupina o udržení (4. místo)                    | Sestup; koupě licence od Opavy       |
| 2005/06                      | 2. liga – sk. Západ                  | 3. úroveň | 10. místo | Skupina o udržení (2. místo)                    |                                      |
| 2006/07                      | 2. liga – sk. Západ                  | 3. úroveň | 12. místo |                                                 |                                      |
| 2007/08                      | 2. liga – sk. Západ                  | 3. úroveň | 12. místo |                                                 | Sestup                               |
| 2008/09                      | Středočeský krajský přebor           | 4. úroveň | 6. místo  | Semifinále                                      | Reorganizace                         |
| 2009/10                      | Středočeská krajská liga             | 4. úroveň | 2. místo  | Vítěz; kvalifikace o 2. ligu – sk. A (2. místo) |                                      |
| 2010/11                      | Středočeská krajská liga             | 4. úroveň | 4. místo  | Semifinále                                      |                                      |
| 2011/12                      | Středočeská krajská liga             | 4. úroveň | 3. místo  | Vítěz; baráž o 2. ligu (prohra)                 |                                      |
| 2012/13                      | Středočeská krajská liga             | 4. úroveň | 6. místo  | Čtvrtfinále                                     |                                      |
| 2013/14                      | Středočeská krajská liga             | 4. úroveň | 10. místo |                                                 |                                      |
| 2014/15                      | Středočeská krajská liga             | 4. úroveň | 11. místo |                                                 |                                      |
| 2015/16                      | Středočeská krajská liga             | 4. úroveň | 10. místo |                                                 |                                      |
| 2016/17                      | Středočeská krajská liga             | 4. úroveň | 1. místo  | Finále                                          | Reorganizace                         |
| 2017/18                      | Středočeská krajská liga – sk. Západ | 4. úroveň | 4. místo  | Semifinále                                      |                                      |
| 2018/19                      | Středočeská krajská liga – sk. Západ | 4. úroveň | 4. místo  | Čtvrtfinále                                     |                                      |
| 2019/20                      | Středočeská krajská liga – sk. Západ | 4. úroveň | 6. místo  |                                                 |                                      |
| 2020/21                      | Středočeská krajská liga – sk. Západ | 4. úroveň | 6. místo  |                                                 | Nedohráno                            |
| 2021/22                      | Středočeská krajská liga – sk. Západ | 4. úroveň | 7. místo  |                                                 | Reorganizace                         |
| 2022/23                      | Středočeská krajská liga – sk. Sever | 4. úroveň | 2. místo  | Čtvrtfinále                                     |                                      |
| 2023/24                      | Středočeská krajská liga – sk. Sever | 4. úroveň | 2. místo  | Čtvrtfinále                                     |                                      |